# Мора (Толедо)
Мора (ісп. Mora) — муніципалітет в Іспанії, у складі автономної спільноти Кастилія-Ла-Манча, у провінції Толедо. Населення — 10 516 осіб (2010).
Муніципалітет розташований на відстані близько 80 км на південь від Мадрида, 28 км на південний схід від Толедо.

## Демографія
Динаміка населення (INE ):

## Галерея зображень

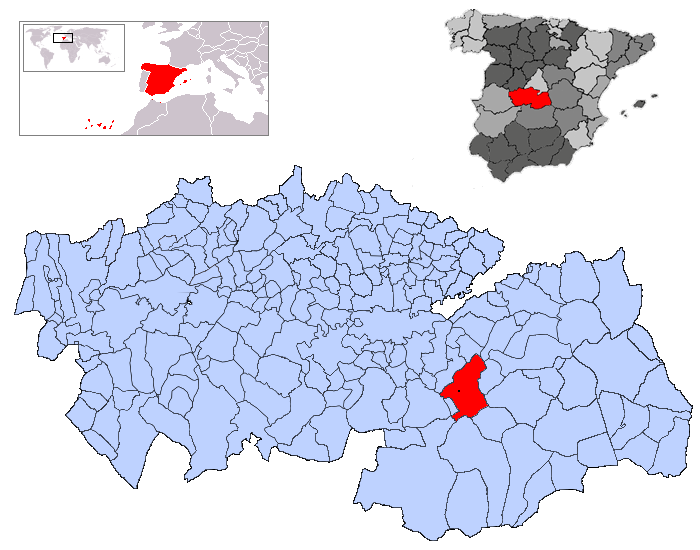
Розташування муніципалітету у провінції Толедо
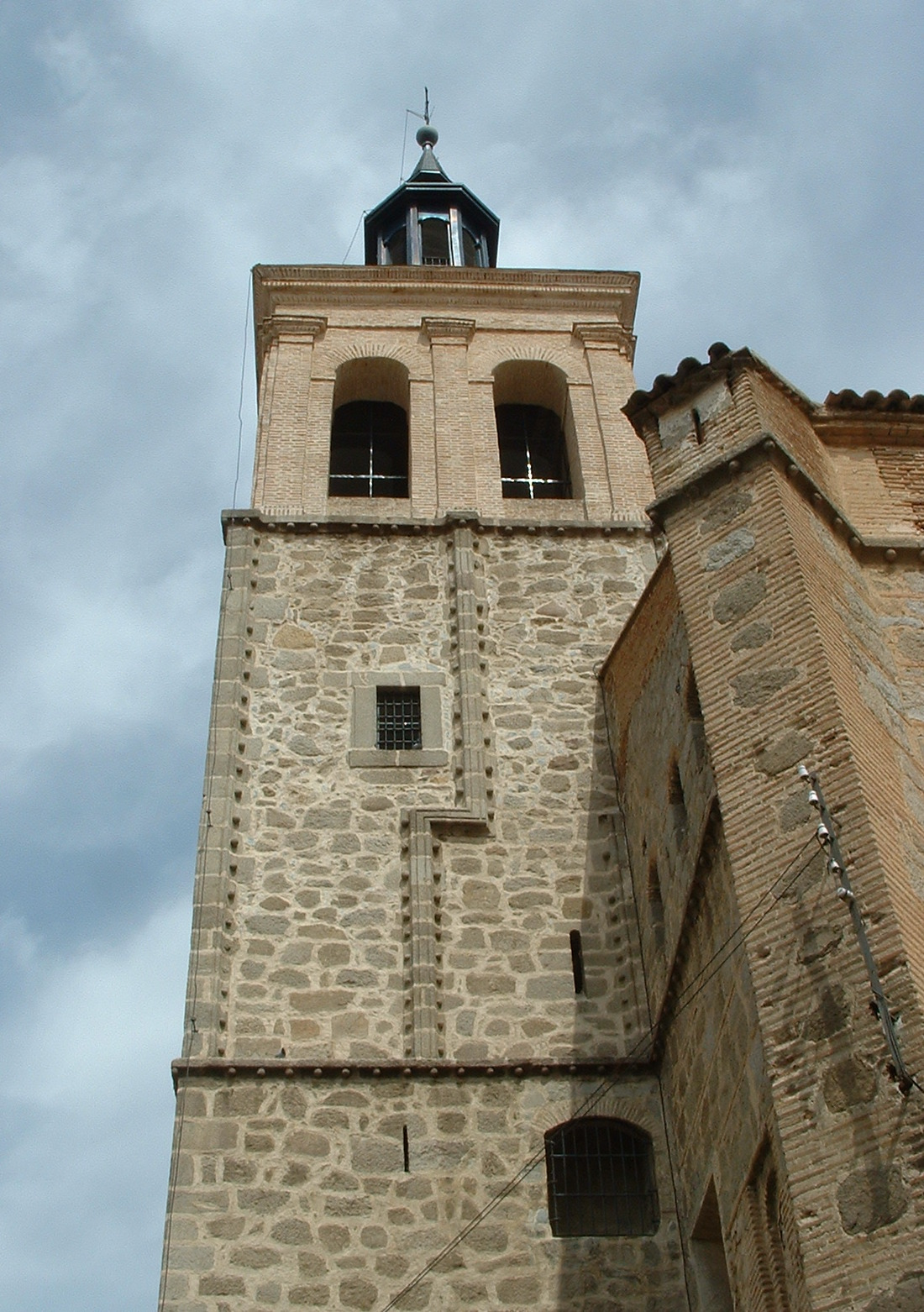
Церква Ла-Вірхен-де-Альтаграсія